# 赖兴堡
赖兴堡（德語：Reichenburg）是瑞士联邦施维茨州马尔希区的市镇。该市镇面积为11.6平方千米，海拔高度434米，2018年12月31日人口为3,751人。

## 徽章
赖兴堡拥有施维茨州除首府施维茨以外最古老的徽章，在1548年约翰内斯·施通普夫的编年史中就有描绘。徽章主体图案是一朵带有金色花蕊和绿叶的线条风格的红色玫瑰，背景是金色盾牌。